# Zbora, Kaluș
Zbora (în ucraineană Збора) este localitatea de reședință a comunei Zbora din raionul Kaluș, regiunea Ivano-Frankivsk, Ucraina.

## Demografie
Componența lingvistică a localității Zbora
     Ucraineană (100%)
Conform recensământului din 2001, toată populația localității Zbora era vorbitoare de ucraineană (100%).